# Brittish
Brittish è un singolo del cantautore italiano Alex Britti, pubblicato il 24 gennaio 2020.

## Descrizione
Il singolo si rifà alla canzone British della Dark Polo Gang ed è stato prodotto dal rapper Salmo e da DJ Gengis.

## Video musicale
Il videoclip, diretto da Orazio Guarino, è stato pubblicato il 31 gennaio 2020 attraverso il canale YouTube del cantante e vede la partecipazione del cantante Tony Effe e di Margherita Paloma Giacopelli.

## Tracce
1. Brittish – 3:39